# Rito Selvaggi
Rito Selvaggi (Noicattaro, 22 maggio 1898 – Rapallo, 19 maggio 1972) è stato un compositore, direttore d'orchestra e pianista italiano.
Ha composto numerosissime opere ed ha diretto tre dei più prestigiosi conservatori italiani: Palermo, Parma e Pesaro.

## Biografia
Il maestro Rito Selvaggi deve il proprio nome di battesimo alla devozione della madre a Santa Rita da Cascia.
Fin dalla più tenera età, Selvaggi dimostrò inclinazione e passione per la musica, passione e talento che lo accompagnarono per tutta la vita.
Nel 1910 entrò da allievo al Conservatorio Rossini di Pesaro del quale sarebbe diventato direttore nel 1959.
Già a 14 anni cominciò ad esibirsi in concerti pianistici sia in Italia sia all'estero e fu lodato da Debussy e Paderewski.
Durante la prima guerra mondiale, sebbene ferito da una pallottola austriaca, suonò ed organizzò per le truppe memorabili concerti.
Fu allievo di Ferruccio Busoni. Dopo l'armistizio fu protagonista della vita musicale del Trentino-Alto Adige, del Tirolo, e a Vienna, fino a intraprendere una carriera artistica che lo portò, come direttore d'orchestra, in tutta Europa, in Russia, in India, in Giappone, negli Stati Uniti d'America, e in Australia nel 1927.
Nel 1929 viene eseguita al teatro San Carlo di Napoli la sua opera Maggiolata Veneziana.
Dal 1929 al 1943 fu direttore artistico della allora EIAR. Nel 1934 assunse la Cattedra di Composizione al Conservatorio di Parma.
Nel 1938 divenne Direttore del Conservatorio di Palermo del quale divenne anche presidente, carica che tenne fino al 1941.
Nel 1956 tornò, come direttore, al Conservatorio Arrigo Boito di Parma, istituto che resse fino al 1959.
Dal 1959 al 1963 fu Direttore del Conservatorio Rossini di Pesaro.

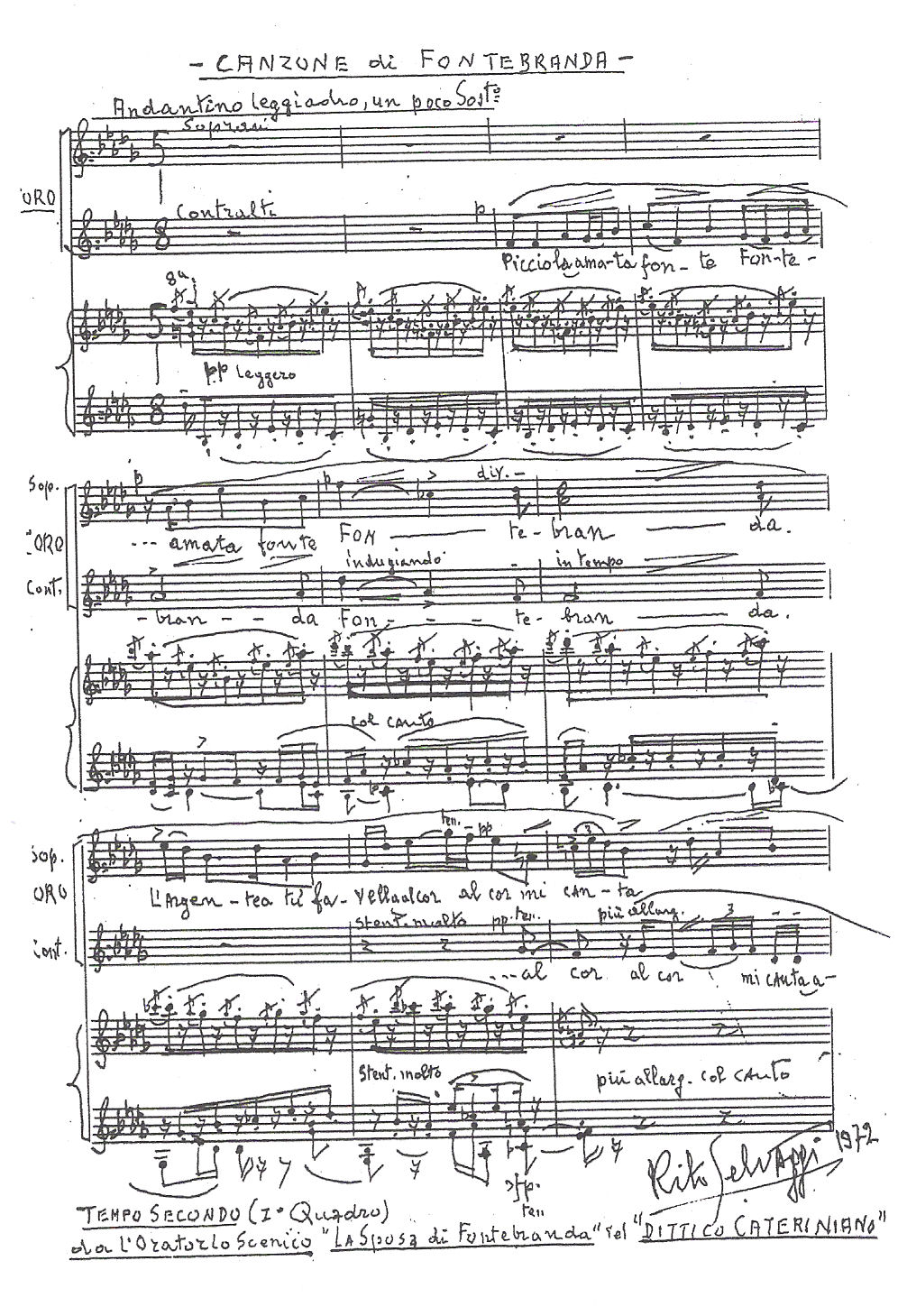
Canzone di Fontebranda.

Tra le sue opere più note si ricordano La Sposa di Fontebranda – S.ta Caterina da Siena, oratorio scenico in un prologo e tre tempi con testi dell'autore desunti dalle Sacre Scritture e dalle lettere di Caterina e Jacopone da Todi, e Laus Perennis, concerto italiano per strumenti a corda in onore di San Tommaso d'Aquino (più volte trasmessi dalla Rai): Trittico Sinfonico-La natività di Gesù, Stabat Mater, Messa Antoniana, Estasi di S. Francesco, Mottetti (fra i quali Tu es Petrus, dedicato a Papa Pio XII), Romanze, la Sonata Drammatica per viola e pianoforte, Sonate per violino e violoncello concertante, Quartetto per archi, Giaculatorie, Stornelli Sacri, La Sonata per pianoforte Omaggio a Fryderyk Chopin, ecc.
Trascorse gli ultimi anni nella sua villa di Zoagli, con la moglie, la contessa Vittoria Cervelli, e la cognata Bianca, dedicandosi alle sue composizioni e ai suoi studi.
Morì nel maggio del 1972 all'età di 74 anni, mentre attendeva alla sua opera di grande impegno Per Crucem ad Lucem, dramma mistico in un prologo e tre tempi. Le sue spoglie mortali riposano nel cimitero monumentale del Verano di Roma.

## Opere
Selvaggi ha composto quattro opere liriche, cinque oratori, musica sinfonica, concerti per violino e per violoncello e orchestra, musica da camera, musica sacra, trascrizioni ed elaborazioni da Muzio Clementi, Baldassare Galuppi, Giovanni Battista Martini, Domenico Gabrielli, Benedetto Marcello, Domenico Scarlatti, Johann Sebastian Bach, Jean-Philippe Rameau, François Couperin, Girolamo Frescobaldi ed altri ancora.

## Opere didattiche
- PRINCIPI DI ORCHESTRAZIONE, trattato per lo studio degli strumenti e loro applicazione. (Presentato nel 1934 per il concorso alla Cattedra di composizione a Parma)
- PROGRAMMA DI INSEGNAMENTO E DI ESAME DELLA SCUOLA DI COMPOSIZIONE, approvato ed applicato nel Conservatorio di Parma (Stab. Tip.L: Orsatti- Parma 1935 pagg. 16)
- PICCOLO TRATTATO D'ARMONIA ad uso dei seminari e degli istituti religiosi. (La prima applicazione di questo trattato è stata fatta dallo stesso Selvaggi nel corso svolto durante il ‘44 quale professore di armonia nell'Istituto Liturgico si Santa Sabina in Roma).
- GUIDA PER L'INTERPRETAZIONE ED ESECUZIONE DELLE SINFONIA DI BEETHOVEN
- SAGGIO SULLA SINFONIA IN RE MIN DI C. FRANK
- SAGGIO SUL TILL EULENSPIEGEL DI R. STRAUSS
- SAGGIO SULLA SINFONIA N. 1 DI MAHLER.